# Douce captive
Pour plus de détails, voir Fiche technique et Distribution.
Douce captive (Sweet Hostage) est un téléfilm américain réalisé par Lee Philips et diffusé en 1975 sur ABC. Il est basé sur le roman Welcome to Xanadu de Nathaniel Benchley (en),. 
Tourné dans le comté de Taos au Nouveau-Mexique, il fait partie de la série Friday Night Movie d'ABC. Le critique Leonard Maltin le qualifie de « moyen » dans son guide d'évaluation biennal des films télévisés, et écrit que « les prestations de Sheen et Blair valaient presque la peine de cette adaptation bavarde du roman de Nathaniel Benchley ». Le film n'a qu'un succès modéré selon les audiences Nielsen (en), et ne réussit pas à générer le type de controverses qui était alors la norme pour un film de Linda Blair. Le film connaît une sortie dans les salles de cinéma en 1977.

## Synopsis
Le patient d'un hôpital psychiatrique, nommé Leonard Hatch (Martin Sheen), de la région de Boston, qui cite régulièrement de la poésie, s'échappe de son établissement et part se cacher au Nouveau-Mexique dans un chalet de montagne isolé. Dans la petite ville locale vit Doris Mae Withers (Linda Blair), une fille de ferme un peu garçonne qui n'a jamais quitté la région et n'a aucune éducation. Alors que son véhicule est tombé en panne et qu'elle fait du stop au bord de la route, c'est Leonard Hatch qui s'arrête et la prend. Durant le trajet, il décide de l'enlever et de la séquestrer dans sa cabane de montagne.
Dans cet endroit isolé, sans eau, ni électricité, elle tente de s'enfuir sans succès et s'attend à être violée. Mais Leonard a un autre objectif : lui apprendre à ouvrir son esprit et réfléchir comme un être cultivé. Au fur et à mesure, il essayera d'améliorer le quotidien matériel de sa captive qui commencera de son côté à s'attacher à son geôlier après avoir compris qu'il cherche avant tout de la compagnie. Elle finira pour tomber amoureuse et à se donner à Leonard tandis que l'étau de la police se resserre sur lui.

## Fiche technique
- Titre : Douce captive
- Titre français alternatif : Jeune fille aux abois[4]
- Titre original : Sweet Hostage
- Pays de production :  États-Unis
- Date de première diffusion : 
  - États-Unis : 10 octobre 1975
- Date de sortie en salles : 
  - France : 3 août 1977[4]

## Distribution
- Linda Blair : Doris Mae Withers
- Martin Sheen : Leonard Hatch
- Jeanne Cooper : Mme Withers
- Lee de Broux (en) : le shérif Emmet
- Bert Remsen : Mr Withers
- Dehl Berti (en) : Harry Fox
- Al Hopson : Mr Smathers
- William Sterchi : Hank Smathers
- Roberto Valentino De Leon : Juan
- Michael Eiland : Tom Martinez
- Mary Michael Carnes : le commis aux marchandises sèches
- Don Hann : le propriétaire d'une boutique d'alcool
- Ross Elder : le préposé à l'hôpital
- Chris Williams : l'homme dans un bungalow

## DVD
Sweet Hostage est édité en DVD par Warner Home Video et sort le 2 novembre 2011 en tant que DVD de zone 1 disponible via Warner Archive Collection (en).